# Calcio ai Giochi della XXVI Olimpiade - Convocazioni al torneo maschile
Elenco dei giocatori convocati da ciascuna nazionale per partecipare al torneo di calcio di Atlanta 1996. I giocatori fuoriquota (di età superiore a 23 anni) sono segnalati da (+).

## Gruppo A

### Argentina
Allenatore:  Daniel Passarella
| N. | Pos. | Giocatore          | Data nascita (età)         | Pres. | Squadra          |
| -- | ---- | ------------------ | -------------------------- | ----- | ---------------- |
| 1  | P    | Carlos Bossio      | 1º dicembre 1973 (22 anni) |       | Estudiantes (LP) |
| 2  | D    | Roberto Ayala      | 14 aprile 1973 (23 anni)   |       | Napoli           |
| 3  | D    | José Chamot (+)    | 17 maggio 1969 (27 anni)   |       | Lazio            |
| 4  | D    | Javier Zanetti     | 10 agosto 1973 (22 anni)   |       | Inter            |
| 5  | C    | Matías Almeyda     | 21 dicembre 1973 (22 anni) |       | River Plate      |
| 6  | D    | Néstor Sensini (+) | 12 ottobre 1966 (29 anni)  |       | Parma            |
| 7  | A    | Claudio López      | 17 luglio 1974 (22 anni)   |       | Racing Club      |
| 8  | C    | Diego Simeone (+)  | 28 aprile 1970 (26 anni)   |       | Atlético Madrid  |
| 9  | A    | Hernán Crespo      | 5 luglio 1975 (21 anni)    |       | River Plate      |
| 10 | C    | Ariel Ortega       | 4 marzo 1974 (22 anni)     |       | River Plate      |
| 11 | C    | Hugo Morales       | 30 luglio 1974 (21 anni)   |       | Lanús            |
| 12 | P    | Pablo Cavallero    | 13 aprile 1974 (22 anni)   |       | Vélez Sarsfield  |
| 13 | D    | Mauricio Pineda    | 13 luglio 1975 (21 anni)   |       | Huracán          |
| 14 | D    | Pablo Paz          | 27 gennaio 1973 (23 anni)  |       | Banfield         |
| 15 | C    | Christian Bassedas | 16 febbraio 1973 (23 anni) |       | Vélez Sarsfield  |
| 16 | C    | Gustavo López      | 13 aprile 1973 (23 anni)   |       | Real Saragozza   |
| 17 | A    | Marcelo Delgado    | 24 marzo 1973 (23 anni)    |       | Racing Club      |
| 18 | C    | Marcelo Gallardo   | 18 gennaio 1976 (20 anni)  |       | River Plate      |

### Portogallo
Allenatore:  Nelo Vingada
| N. | Pos. | Giocatore         | Data nascita (età)          | Pres. | Squadra           |
| -- | ---- | ----------------- | --------------------------- | ----- | ----------------- |
| 1  | P    | Paulo Costinha    | 22 settembre 1973 (22 anni) |       | Sporting Lisbona  |
| 2  | C    | Daniel Kenedy     | 18 febbraio 1974 (22 anni)  |       | Benfica           |
| 3  | D    | Rui Bento (+)     | 14 gennaio 1972 (24 anni)   |       | Boavista          |
| 4  | C    | Emílio Peixe      | 16 gennaio 1973 (23 anni)   |       | Sporting Lisbona  |
| 5  | D    | Beto              | 3 aprile 1976 (20 anni)     |       | Campomaiorense    |
| 6  | D    | Andrade           | 30 settembre 1973 (22 anni) |       | Estrela Amadora   |
| 7  | C    | Dominguez         | 16 febbraio 1974 (22 anni)  |       | Sporting Lisbona  |
| 8  | C    | Nuno Capucho (+)  | 21 febbraio 1972 (24 anni)  |       | Vitória Guimarães |
| 9  | A    | Paulo Alves (+)   | 10 dicembre 1969 (26 anni)  |       | Sporting Lisbona  |
| 10 | C    | Afonso Martins    | 11 aprile 1973 (23 anni)    |       | Sporting Lisbona  |
| 11 | D    | Rui Jorge         | 27 marzo 1973 (23 anni)     |       | Porto             |
| 12 | P    | Nuno              | 25 gennaio 1974 (22 anni)   |       | Vitória Guimarães |
| 13 | C    | José Luís Vidigal | 15 marzo 1973 (23 anni)     |       | Sporting Lisbona  |
| 14 | C    | Calado            | 1º marzo 1974 (22 anni)     |       | Benfica           |
| 15 | A    | Nuno Gomes        | 5 luglio 1976 (20 anni)     |       | Boavista          |
| 16 | C    | Hugo Porfírio     | 28 settembre 1973 (22 anni) |       | União Leiria      |
| 17 | D    | Litos             | 25 febbraio 1974 (22 anni)  |       | Boavista          |
| 18 | A    | Dani              | 2 novembre 1976 (19 anni)   |       | West Ham Utd      |
| 20 | D    | Nuno Afonso       | 6 ottobre 1974 (21 anni)    |       | Campomaiorense    |

### Stati Uniti
Allenatore:  Bruce Arena
| N. | Pos. | Giocatore         | Data nascita (età)          | Pres. | Squadra              |
| -- | ---- | ----------------- | --------------------------- | ----- | -------------------- |
| 1  | P    | Kasey Keller (+)  | 29 novembre 1969 (26 anni)  |       | Millwall             |
| 2  | D    | Matt McKeon       | 24 settembre 1974 (21 anni) |       | K.C. Wiz             |
| 3  | C    | Billy Walsh       | 7 ottobre 1975 (20 anni)    |       | Virginia Cavaliers   |
| 4  | D    | Eddie Pope        | 24 dicembre 1973 (22 anni)  |       | D.C. United          |
| 5  | D    | Clint Peay        | 16 settembre 1973 (22 anni) |       | D.C. United          |
| 6  | D    | Alexi Lalas (+)   | 1º giugno 1970 (26 anni)    |       | N.E. Revolution      |
| 7  | C    | Imad Baba         | 15 marzo 1974 (22 anni)     |       | N.E. Revolution      |
| 8  | A    | Jovan Kirovski    | 18 marzo 1976 (20 anni)     |       | Manchester Utd       |
| 9  | A    | A.J. Wood         | 17 agosto 1973 (22 anni)    |       | N.Y./N.J. MetroStars |
| 10 | C    | Claudio Reyna     | 20 luglio 1973 (23 anni)    |       | Bayer Leverkusen     |
| 11 | C    | Miles Joseph      | 2 maggio 1974 (22 anni)     |       | N.Y./N.J. MetroStars |
| 12 | D    | Brandon Pollard   | 9 ottobre 1973 (22 anni)    |       | Dallas Burn          |
| 13 | D    | Frankie Hejduk    | 5 agosto 1974 (21 anni)     |       | Tampa Bay Mutiny     |
| 14 | C    | Brian Maisonneuve | 28 giugno 1973 (23 anni)    |       | Columbus Crew        |
| 15 | A    | Nelson Vargas     | 6 agosto 1974 (21 anni)     |       | Tampa Bay Mutiny     |
| 16 | C    | Rob Smith         | 20 agosto 1973 (22 anni)    |       | Columbus Crew        |
| 17 | C    | Damian Silvera    | 27 luglio 1974 (21 anni)    |       | N.Y./N.J. MetroStars |
| 18 | P    | Chris Snitko      | 24 gennaio 1973 (23 anni)   |       | K.C. Wiz             |

### Tunisia
Allenatore:  Henryk Kasperczak
| N. | Pos. | Giocatore           | Data nascita (età)         | Pres. | Squadra         |
| -- | ---- | ------------------- | -------------------------- | ----- | --------------- |
| 1  | P    | Chokri El Ouaer (+) | 15 agosto 1966 (29 anni)   |       | Espérance       |
| 2  | A    | Imed Ben Younes     | 16 giugno 1974 (22 anni)   |       | Étoile du Sahel |
| 3  | D    | Lotfi Baccouche     | 19 giugno 1973 (23 anni)   |       | Étoile du Sahel |
| 4  | D    | Khaled Badra        | 8 aprile 1973 (23 anni)    |       | Espérance       |
| 5  | D    | Mohamed Mkacher     | 25 maggio 1975 (21 anni)   |       | La Marsa        |
| 6  | D    | Ferid Chouchane     | 19 aprile 1973 (23 anni)   |       | Étoile du Sahel |
| 7  | C    | Maher Kanzari       | 17 marzo 1973 (23 anni)    |       | Stade Tunisien  |
| 8  | C    | Zoubeir Baya (+)    | 15 maggio 1971 (25 anni)   |       | Étoile du Sahel |
| 9  | A    | Hassen Gabsi        | 23 febbraio 1974 (22 anni) |       | Espérance       |
| 10 | C    | Kaies Ghodhbane     | 7 gennaio 1976 (20 anni)   |       | Étoile du Sahel |
| 11 | A    | Adel Sellimi (+)    | 16 novembre 1972 (23 anni) |       | Club Africain   |
| 12 | C    | Marouane Bokri      | 28 dicembre 1974 (21 anni) |       | Espérance       |
| 13 | C    | Riadh Bouazizi      | 8 aprile 1973 (23 anni)    |       | Étoile du Sahel |
| 14 | D    | Sabri Jaballah      | 28 giugno 1973 (23 anni)   |       | La Marsa        |
| 15 | D    | Radhi Jaïdi         | 30 agosto 1975 (20 anni)   |       | Étoile du Sahel |
| 16 | P    | Hamdi Baba          | 12 agosto 1975 (20 anni)   |       | Étoile du Sahel |
| 17 | C    | Tarak Ben Chrouda   | 13 ottobre 1976 (19 anni)  |       | La Marsa        |
| 18 | A    | Mehdi Ben Slimane   | 1º gennaio 1974 (22 anni)  |       | La Marsa        |

## Gruppo B

### Arabia Saudita
Allenatore:  Ivo Wortmann
| N. | Pos. | Giocatore                | Data nascita (età)          | Pres. | Squadra     |
| -- | ---- | ------------------------ | --------------------------- | ----- | ----------- |
| 1  | P    | Hussein Al-Sadiq         | 15 ottobre 1973 (22 anni)   |       | Al-Qadisiya |
| 2  | D    | Mohammed Al-Jahani       | 28 settembre 1974 (21 anni) |       | Al-Ahli     |
| 3  | D    | Abdullah Al-Waked        | 29 settembre 1975 (20 anni) |       | Al-Shabab   |
| 4  | D    | Mohammed Al-Khilaiwi (+) | 1º settembre 1971 (24 anni) |       | Al-Ittihad  |
| 5  | D    | Abdullah Zubromawi       | 15 novembre 1973 (22 anni)  |       | Al-Ahli     |
| 6  | C    | Fuad Amin (+)            | 13 ottobre 1970 (25 anni)   |       | Al-Shabab   |
| 7  | C    | Khamis Al-Zahrani        | 3 agosto 1976 (19 anni)     |       | Al-Ittihad  |
| 8  | D    | Hussein Sulaimani        | 21 gennaio 1977 (19 anni)   |       | Al-Ahli     |
| 9  | A    | Hamzah Idris (+)         | 8 ottobre 1972 (23 anni)    |       | Ohud        |
| 10 | C    | Ibrahim Al-Harbi         | 10 luglio 1975 (21 anni)    |       | Al-Nassr    |
| 11 | A    | Obeid Al-Dosari          | 2 ottobre 1975 (20 anni)    |       | Al-Wahda    |
| 12 | C    | Hussein Al-Masaari       | 16 agosto 1974 (21 anni)    |       | Al-Hilal    |
| 13 | C    | Khalid Al-Rashaid        | 3 agosto 1974 (21 anni)     |       | Al-Hilal    |
| 14 | C    | Abdullah Al-Karni        | 8 agosto 1976 (19 anni)     |       | Al-Nassr    |
| 15 | D    | Abdul Aziz Al-Marzouk    | 16 luglio 1975 (21 anni)    |       | Al-Nassr    |
| 16 | C    | Khamis Al-Owairan        | 8 settembre 1973 (22 anni)  |       | Al-Hilal    |
| 17 | A    | Rahman Abdul Sifeen      | 12 giugno 1974 (22 anni)    |       | Al-Ahli     |
| 18 | P    | Rashid Al-Mugren         | 11 luglio 1977 (19 anni)    |       | Al-Shabab   |

### Australia
Allenatore:  Eddie Thomson
| N. | Pos. | Giocatore          | Data nascita (età)         | Pres. | Squadra           |
| -- | ---- | ------------------ | -------------------------- | ----- | ----------------- |
| 1  | P    | Frank Juric        | 28 ottobre 1973 (22 anni)  |       | Melbourne Knights |
| 2  | C    | Goran Lozanovski   | 11 gennaio 1974 (22 anni)  |       | Adelaide City     |
| 3  | D    | Ante Moric         | 19 aprile 1974 (22 anni)   |       | Sydney Utd 58     |
| 4  | D    | Mark Babic         | 24 aprile 1973 (23 anni)   |       | Sydney Utd 58     |
| 5  | D    | Kevin Muscat       | 7 agosto 1973 (22 anni)    |       | South Melbourne   |
| 6  | D    | Steve Horvat (+)   | 4 marzo 1971 (25 anni)     |       | Hajduk Spalato    |
| 7  | C    | Peter Tsekenis     | 4 agosto 1973 (22 anni)    |       | Sydney Olympic    |
| 8  | C    | Steve Corica       | 24 luglio 1973 (22 anni)   |       | Wolverhampton     |
| 9  | A    | Mark Viduka        | 9 ottobre 1975 (20 anni)   |       | Dinamo Zagabria   |
| 10 | C    | Aurelio Vidmar (+) | 3 febbraio 1967 (29 anni)  |       | Sion              |
| 11 | C    | Danny Tiatto       | 22 maggio 1973 (23 anni)   |       | Melbourne Knights |
| 12 | A    | Joe Spiteri        | 6 maggio 1973 (23 anni)    |       | Melbourne Knights |
| 13 | D    | Hayden Foxe        | 23 giugno 1977 (19 anni)   |       | Ajax              |
| 14 | A    | Paul Agostino      | 9 giugno 1975 (21 anni)    |       | Bristol City      |
| 15 | C    | Luke Casserly      | 11 dicembre 1973 (22 anni) |       | Marconi Fairfield |
| 16 | C    | Robert Enes        | 22 agosto 1975 (20 anni)   |       | Sydney Utd 58     |
| 17 | C    | John Aloisi        | 5 febbraio 1976 (20 anni)  |       | West Adelaide     |
| 18 | P    | Michael Petkovic   | 16 luglio 1976 (20 anni)   |       | South Melbourne   |

### Francia
Allenatore:  Raymond Domenech
| N. | Pos. | Giocatore         | Data nascita (età)          | Pres. | Squadra             |
| -- | ---- | ----------------- | --------------------------- | ----- | ------------------- |
| 1  | P    | Lionel Letizi     | 28 maggio 1973 (23 anni)    |       | Nizza               |
| 2  | D    | Martin Djetou     | 15 dicembre 1974 (21 anni)  |       | Strasburgo          |
| 3  | D    | Jérôme Bonnissel  | 11 aprile 1973 (23 anni)    |       | Montpellier         |
| 4  | D    | Florent Laville   | 7 agosto 1973 (22 anni)     |       | Olympique Lione     |
| 5  | D    | Patrick Moreau    | 3 novembre 1973 (22 anni)   |       | Bastia              |
| 6  | C    | Patrick Vieira    | 23 giugno 1976 (20 anni)    |       | Milan               |
| 7  | C    | Claude Makélélé   | 18 febbraio 1973 (23 anni)  |       | Nantes              |
| 8  | C    | Vikash Dhorasoo   | 10 ottobre 1973 (22 anni)   |       | Le Havre            |
| 9  | A    | Florian Maurice   | 20 gennaio 1974 (22 anni)   |       | Olympique Lione     |
| 10 | C    | Antoine Sibierski | 5 agosto 1974 (21 anni)     |       | Lilla               |
| 11 | C    | Robert Pirès      | 29 ottobre 1973 (22 anni)   |       | Metz                |
| 12 | D    | Geoffray Toyes    | 18 maggio 1973 (23 anni)    |       | Bordeaux            |
| 13 | D    | Vincent Candela   | 24 ottobre 1973 (22 anni)   |       | Guingamp            |
| 14 | C    | Olivier Dacourt   | 25 settembre 1974 (21 anni) |       | Strasburgo          |
| 15 | A    | Tony Vairelles    | 10 aprile 1973 (23 anni)    |       | Lens                |
| 16 | P    | Vincent Fernandez | 31 gennaio 1975 (21 anni)   |       | Châteauroux         |
| 17 | A    | Sylvain Wiltord   | 10 maggio 1974 (22 anni)    |       | Rennes              |
| 18 | C    | Sylvain Legwinski | 6 ottobre 1973 (22 anni)    |       | Monaco              |
| 20 | D    | Oumar Dieng (+)   | 30 dicembre 1972 (23 anni)  |       | Paris Saint-Germain |

### Spagna
Allenatore:  Javier Clemente
| N. | Pos. | Giocatore          | Data nascita (età)          | Pres. | Squadra         |
| -- | ---- | ------------------ | --------------------------- | ----- | --------------- |
| 1  | P    | Juan Luis Mora     | 12 luglio 1973 (23 anni)    |       | Real Oviedo     |
| 2  | C    | Gaizka Mendieta    | 27 marzo 1974 (22 anni)     |       | Valencia        |
| 3  | D    | Agustín Aranzábal  | 15 marzo 1973 (23 anni)     |       | Real Sociedad   |
| 4  | D    | Javi Navarro       | 6 febbraio 1974 (22 anni)   |       | Valencia        |
| 5  | D    | Santi              | 9 marzo 1974 (22 anni)      |       | Atlético Madrid |
| 6  | C    | Óscar              | 26 aprile 1973 (23 anni)    |       | Barcellona      |
| 7  | A    | Raúl               | 27 giugno 1977 (19 anni)    |       | Real Madrid     |
| 8  | C    | Roberto            | 15 gennaio 1973 (23 anni)   |       | Atlético Madrid |
| 9  | D    | Sergio Corino      | 10 ottobre 1974 (21 anni)   |       | CP Mérida       |
| 10 | C    | José Ignacio       | 28 settembre 1973 (22 anni) |       | Valencia        |
| 11 | C    | Iñigo Idiakez      | 8 novembre 1973 (22 anni)   |       | Real Sociedad   |
| 12 | D    | Aitor Karanka      | 18 settembre 1973 (22 anni) |       | Athletic Bilbao |
| 13 | P    | Jorge Aizkorreta   | 6 febbraio 1974 (22 anni)   |       | Athletic Bilbao |
| 14 | A    | Fernando Morientes | 5 aprile 1976 (20 anni)     |       | Real Saragozza  |
| 15 | C    | Iván de la Peña    | 6 maggio 1976 (20 anni)     |       | Barcellona      |
| 16 | A    | Jordi Lardín       | 4 giugno 1973 (23 anni)     |       | Espanyol        |
| 17 | D    | Sietes             | 18 febbraio 1974 (22 anni)  |       | Valencia        |
| 18 | A    | Dani               | 22 dicembre 1974 (21 anni)  |       | Real Saragozza  |

## Gruppo C

### Corea del Sud
Allenatore:  Anatolij Byšovec
| N. | Pos. | Giocatore           | Data nascita (età)          | Pres. | Squadra                |
| -- | ---- | ------------------- | --------------------------- | ----- | ---------------------- |
| 1  | P    | Seo Dong-myung      | 4 maggio 1974 (22 anni)     |       | Ulsan HD               |
| 2  | D    | Park Choong-kyun    | 20 giugno 1973 (23 anni)    |       | Suwon Bluewings        |
| 3  | D    | Choi Sung-yong      | 25 dicembre 1975 (20 anni)  |       | Università della Corea |
| 4  | D    | Lee Sang-hun        | 11 ottobre 1975 (20 anni)   |       | Università di Dankook  |
| 5  | C    | Lee Kyung-soo       | 28 ottobre 1973 (22 anni)   |       | Suwon Bluewings        |
| 6  | D    | Lee Ki-hyung        | 28 settembre 1974 (21 anni) |       | Suwon Bluewings        |
| 7  | C    | Lee Woo-Young       | 19 agosto 1973 (22 anni)    |       | Oita Trinita           |
| 8  | C    | Yoon Jong-hwan      | 16 febbraio 1973 (23 anni)  |       | Bucheon SK             |
| 9  | A    | Chung Sang-nam      | 7 settembre 1975 (20 anni)  |       | Università Yonsei      |
| 10 | A    | Choi Yong-soo       | 10 settembre 1973 (22 anni) |       | Anyang LG Cheetahs     |
| 11 | A    | Lee Won-sik         | 16 maggio 1973 (23 anni)    |       | Bucheon SK             |
| 12 | P    | Lee Dae-hee         | 26 aprile 1974 (22 anni)    |       | Ajou University        |
| 13 | D    | Kim Hyun-Soo        | 14 febbraio 1973 (23 anni)  |       | Chunnam Dragons        |
| 14 | D    | Kim Sang-hoon       | 8 giugno 1973 (23 anni)     |       | Ulsan HD               |
| 15 | D    | Lee Lim-saeng (+)   | 18 novembre 1971 (24 anni)  |       | Bucheon SK             |
| 16 | D    | Choi Yoon-yeol      | 17 aprile 1974 (22 anni)    |       | Univ. Kyung Hee        |
| 17 | C    | Ha Seok-ju (+)      | 20 febbraio 1968 (28 anni)  |       | B. Daewoo Royals       |
| 18 | A    | Hwang Sun-hong (+)  | 14 luglio 1968 (28 anni)    |       | POSCO Atoms            |
| 19 | D    | Lee Kyung-choon (+) | 14 aprile 1969 (27 anni)    |       | Jeonbuk Dinos          |

### Ghana
Allenatore:  Sam Arday
| N. | Pos. | Giocatore               | Data nascita (età)          | Pres. | Squadra           |
| -- | ---- | ----------------------- | --------------------------- | ----- | ----------------- |
| 1  | P    | Richard Kingson         | 13 giugno 1978 (18 anni)    |       | Great Olympics    |
| 2  | D    | Jacob Nettey            | 25 gennaio 1976 (20 anni)   |       | Hearts of Oak     |
| 3  | A    | Nii Welbeck             | 3 ottobre 1976 (19 anni)    |       | Winterthur        |
| 4  | C    | Stephen Baidoo          | 25 settembre 1976 (19 anni) |       | Ashanti Gold      |
| 5  | D    | Joe Addo (+)            | 12 settembre 1971 (24 anni) |       | FSV Francoforte   |
| 6  | D    | Afo Dodoo               | 23 novembre 1973 (22 anni)  |       | Kalamata          |
| 7  | D    | Samuel Kuffour          | 3 settembre 1976 (19 anni)  |       | Norimberga        |
| 8  | C    | Mallam Yahaya           | 31 dicembre 1974 (21 anni)  |       | Borussia Dortmund |
| 9  | A    | Augustine Ahinful       | 30 novembre 1974 (21 anni)  |       | Kriens            |
| 10 | C    | Charles Akonnor         | 12 marzo 1974 (22 anni)     |       | Fortuna Colonia   |
| 11 | A    | Emmanuel Duah           | 14 novembre 1976 (19 anni)  |       | Eskişehirspor     |
| 12 | A    | Felix Aboagye           | 5 dicembre 1975 (20 anni)   |       | Al-Ahly           |
| 13 | C    | Ohene Kennedy           | 28 aprile 1973 (23 anni)    |       | Al-Nassr          |
| 14 | C    | Hagan Ebenezer          | 1º ottobre 1975 (20 anni)   |       | Kalamata          |
| 15 | D    | Christian Saba          | 29 dicembre 1978 (17 anni)  |       | Bayern Monaco     |
| 16 | P    | Simon Addo              | 11 dicembre 1974 (21 anni)  |       | Ghapoha           |
| 17 | A    | Emmanuel Osei Kuffour   | 6 aprile 1976 (20 anni)     |       | Ebusua Dwarfs     |
| 18 | A    | Prince Koranteng Amoako | 19 novembre 1973 (22 anni)  |       | Asante Kotoko     |

### Italia
Allenatore:  Cesare Maldini
| N. | Pos. | Giocatore             | Data nascita (età)          | Pres. | Squadra  |
| -- | ---- | --------------------- | --------------------------- | ----- | -------- |
| 1  | P    | Gianluca Pagliuca (+) | 18 dicembre 1966 (29 anni)  |       | Inter    |
| 2  | D    | Christian Panucci     | 12 aprile 1973 (23 anni)    |       | Milan    |
| 3  | D    | Alessandro Nesta      | 19 marzo 1976 (20 anni)     |       | Lazio    |
| 4  | D    | Fabio Cannavaro       | 13 settembre 1973 (22 anni) |       | Parma    |
| 5  | D    | Fabio Galante         | 20 novembre 1973 (22 anni)  |       | Genoa    |
| 6  | D    | Salvatore Fresi       | 18 gennaio 1973 (23 anni)   |       | Inter    |
| 7  | C    | Raffaele Ametrano     | 15 febbraio 1973 (23 anni)  |       | Udinese  |
| 8  | C    | Massimo Crippa (+)    | 17 maggio 1965 (31 anni)    |       | Parma    |
| 9  | A    | Marco Branca (+)      | 6 gennaio 1965 (31 anni)    |       | Inter    |
| 10 | C    | Massimo Brambilla     | 4 marzo 1973 (23 anni)      |       | Parma    |
| 11 | A    | Marco Delvecchio      | 7 aprile 1973 (23 anni)     |       | Roma     |
| 12 | P    | Gianluigi Buffon      | 28 gennaio 1978 (18 anni)   |       | Parma    |
| 13 | D    | Alessandro Pistone    | 27 luglio 1975 (20 anni)    |       | Inter    |
| 14 | C    | Damiano Tommasi       | 17 maggio 1974 (22 anni)    |       | Verona   |
| 15 | C    | Fabio Pecchia         | 24 agosto 1973 (22 anni)    |       | Napoli   |
| 16 | C    | Domenico Morfeo       | 16 gennaio 1976 (20 anni)   |       | Atalanta |
| 17 | A    | Cristiano Lucarelli   | 4 ottobre 1975 (20 anni)    |       | Cosenza  |
| 18 | C    | Antonino Bernardini   | 21 giugno 1974 (22 anni)    |       | Torino   |
| 19 | D    | Luigi Sartor          | 30 gennaio 1975 (21 anni)   |       | Vicenza  |

Nicola Amoruso att riserva

### Messico
Allenatore:  Carlos de los Cobos
| N. | Pos. | Giocatore           | Data nascita (età)          | Pres. | Squadra         |
| -- | ---- | ------------------- | --------------------------- | ----- | --------------- |
| 1  | P    | Oswaldo Sánchez     | 21 settembre 1973 (22 anni) |       | Atlas           |
| 2  | D    | Claudio Suárez (+)  | 17 dicembre 1968 (27 anni)  |       | Pumas UNAM      |
| 3  | D    | David Oteo          | 27 luglio 1973 (22 anni)    |       | Pumas UNAM      |
| 4  | C    | Germán Villa        | 2 aprile 1973 (23 anni)     |       | América         |
| 5  | D    | Duilio Davino       | 21 marzo 1976 (20 anni)     |       | Tecos de la UAG |
| 6  | C    | Raúl Lara           | 28 febbraio 1973 (23 anni)  |       | América         |
| 7  | C    | Rafael García       | 14 agosto 1974 (21 anni)    |       | Pumas UNAM      |
| 8  | C    | Manuel Sol          | 31 agosto 1973 (22 anni)    |       | Necaxa          |
| 9  | P    | Jorge Campos (+)    | 15 ottobre 1966 (29 anni)   |       | L.A. Galaxy     |
| 10 | A    | Luis García (+)     | 1º giugno 1969 (27 anni)    |       | América         |
| 11 | A    | Cuauhtémoc Blanco   | 17 gennaio 1973 (23 anni)   |       | América         |
| 12 | D    | Francisco Sánchez   | 30 gennaio 1973 (23 anni)   |       | América         |
| 13 | D    | Pável Pardo         | 26 luglio 1976 (19 anni)    |       | Atlas           |
| 14 | A    | Edson Alvarado      | 27 settembre 1975 (20 anni) |       | Necaxa          |
| 15 | C    | Jesús Arellano      | 8 maggio 1973 (23 anni)     |       | Monterrey       |
| 16 | C    | Enrique Alfaro      | 11 dicembre 1974 (21 anni)  |       | Toluca          |
| 17 | A    | Francisco Palencia  | 28 aprile 1973 (23 anni)    |       | Cruz Azul       |
| 18 | A    | José Manuel Abundis | 11 giugno 1973 (23 anni)    |       | Toluca          |

## Gruppo D

### Brasile
Allenatore:  Mário Zagallo
| N. | Pos. | Giocatore           | Data nascita (età)          | Pres. | Squadra             |
| -- | ---- | ------------------- | --------------------------- | ----- | ------------------- |
| 1  | P    | Dida                | 7 ottobre 1973 (22 anni)    |       | Cruzeiro            |
| 2  | D    | Zé Maria            | 25 luglio 1973 (22 anni)    |       | Flamengo            |
| 3  | D    | Aldair (+)          | 30 novembre 1965 (30 anni)  |       | Roma                |
| 4  | D    | Ronaldo Guiaro      | 18 febbraio 1974 (22 anni)  |       | Atlético Mineiro    |
| 5  | C    | Flávio Conceição    | 13 giugno 1974 (22 anni)    |       | Palmeiras           |
| 6  | D    | Roberto Carlos      | 10 aprile 1973 (23 anni)    |       | Inter               |
| 7  | A    | Bebeto (+)          | 16 febbraio 1964 (32 anni)  |       | Deportivo La Coruña |
| 8  | C    | Amaral              | 28 febbraio 1973 (23 anni)  |       | Palmeiras           |
| 9  | C    | Juninho Paulista    | 22 febbraio 1973 (23 anni)  |       | Middlesbrough       |
| 10 | C    | Rivaldo (+)         | 19 aprile 1972 (24 anni)    |       | Palmeiras           |
| 11 | A    | Sávio               | 9 gennaio 1974 (22 anni)    |       | Flamengo            |
| 12 | P    | Danrlei             | 18 aprile 1973 (23 anni)    |       | Grêmio              |
| 13 | C    | Narciso             | 23 dicembre 1973 (22 anni)  |       | Santos              |
| 14 | D    | André Luiz          | 14 novembre 1974 (21 anni)  |       | San Paolo           |
| 15 | C    | Zé Elias            | 25 settembre 1976 (19 anni) |       | Corinthians         |
| 16 | C    | Marcelinho Paulista | 13 settembre 1973 (22 anni) |       | Corinthians         |
| 17 | A    | Luizão              | 14 novembre 1975 (20 anni)  |       | Palmeiras           |
| 18 | A    | Ronaldo             | 22 settembre 1976 (19 anni) |       | PSV                 |

### Giappone
Allenatore:  Akira Nishino
| N. | Pos. | Giocatore            | Data nascita (età)          | Pres. | Squadra             |
| -- | ---- | -------------------- | --------------------------- | ----- | ------------------- |
| 1  | P    | Yoshikatsu Kawaguchi | 15 agosto 1975 (20 anni)    |       | Yokohama Marinos    |
| 2  | D    | Hiroyuki Shirai      | 17 giugno 1974 (22 anni)    |       | Shimizu S-Pulse     |
| 3  | D    | Hideto Suzuki        | 7 ottobre 1974 (21 anni)    |       | Júbilo Iwata        |
| 4  | C    | Yūji Hironaga        | 25 luglio 1975 (20 anni)    |       | Verdy Kawasaki      |
| 5  | D    | Makoto Tanaka        | 8 agosto 1975 (20 anni)     |       | Júbilo Iwata        |
| 6  | C    | Toshihiro Hattori    | 23 settembre 1973 (22 anni) |       | Júbilo Iwata        |
| 7  | C    | Masakiyo Maezono     | 29 ottobre 1973 (22 anni)   |       | Yokohama Flügels    |
| 8  | C    | Teruyoshi Itō        | 31 agosto 1974 (21 anni)    |       | Shimizu S-Pulse     |
| 9  | A    | Shōji Jō             | 17 giugno 1975 (21 anni)    |       | JEF United          |
| 10 | C    | Akihiro Endō         | 18 settembre 1975 (20 anni) |       | Yokohama Marinos    |
| 11 | A    | Shigeru Morioka      | 12 agosto 1973 (22 anni)    |       | Gamba Osaka         |
| 12 | D    | Kenichi Uemura       | 22 aprile 1974 (22 anni)    |       | Sanfrecce Hiroshima |
| 13 | D    | Naoki Matsuda        | 14 marzo 1977 (19 anni)     |       | Yokohama Marinos    |
| 14 | C    | Hidetoshi Nakata     | 22 gennaio 1977 (19 anni)   |       | Shonan Bellmare     |
| 15 | C    | Tadahiro Akiba       | 13 ottobre 1975 (20 anni)   |       | JEF United          |
| 16 | A    | Yoshika Matsubara    | 19 agosto 1974 (21 anni)    |       | Shimizu S-Pulse     |
| 17 | C    | Ryūji Michiki        | 25 agosto 1973 (22 anni)    |       | Sanfrecce Hiroshima |
| 18 | P    | Takashi Shimoda      | 28 novembre 1975 (20 anni)  |       | Sanfrecce Hiroshima |

### Nigeria
Allenatore:  Jo Bonfrère
| N. | Pos. | Giocatore            | Data nascita (età)          | Pres. | Squadra               |
| -- | ---- | -------------------- | --------------------------- | ----- | --------------------- |
| 1  | P    | Emmanuel Babayaro    | 26 dicembre 1976 (19 anni)  |       | Plateau Utd           |
| 2  | D    | Celestine Babayaro   | 29 agosto 1978 (17 anni)    |       | Anderlecht            |
| 3  | D    | Taribo West          | 26 marzo 1974 (22 anni)     |       | Auxerre               |
| 4  | A    | Nwankwo Kanu         | 1º agosto 1976 (19 anni)    |       | Ajax                  |
| 5  | D    | Uche Okechukwu (+)   | 27 settembre 1967 (28 anni) |       | Fenerbahçe            |
| 6  | C    | Emmanuel Amunike (+) | 25 dicembre 1970 (25 anni)  |       | Sporting Lisbona      |
| 7  | C    | Tijjani Babangida    | 25 settembre 1973 (22 anni) |       | Roda JC               |
| 8  | C    | Wilson Oruma         | 30 dicembre 1976 (19 anni)  |       | Lens                  |
| 9  | C    | Teslim Fatusi        | 7 settembre 1977 (18 anni)  |       | Ferencváros           |
| 10 | C    | Jay-Jay Okocha       | 14 agosto 1973 (22 anni)    |       | Eintracht Francoforte |
| 11 | A    | Victor Ikpeba        | 12 giugno 1973 (23 anni)    |       | Monaco                |
| 12 | D    | Abiodun Obafemi      | 25 dicembre 1973 (22 anni)  |       | Tolosa                |
| 13 | C    | Garba Lawal          | 22 maggio 1974 (22 anni)    |       | Espérance             |
| 14 | A    | Daniel Amokachi (+)  | 30 dicembre 1972 (23 anni)  |       | Everton               |
| 15 | C    | Sunday Oliseh        | 14 settembre 1974 (21 anni) |       | Colonia               |
| 16 | D    | Kingsley Obiekwu     | 12 novembre 1974 (21 anni)  |       | Go Ahead Eagles       |
| 17 | D    | Mobi Oparaku         | 1º dicembre 1976 (19 anni)  |       | Turnhout              |
| 18 | P    | Joseph Dosu          | 19 giugno 1973 (23 anni)    |       | Julius Berger         |

### Ungheria
Allenatore:  Antal Dunai
| N. | Pos. | Giocatore         | Data nascita (età)          | Pres. | Squadra       |
| -- | ---- | ----------------- | --------------------------- | ----- | ------------- |
| 1  | P    | Lajos Szűcs       | 8 agosto 1973 (22 anni)     |       | Újpest        |
| 2  | D    | János Hrutka      | 26 ottobre 1974 (21 anni)   |       | Ferencváros   |
| 3  | D    | Vilmos Sebők      | 13 giugno 1973 (23 anni)    |       | Újpest        |
| 4  | D    | János Mátyus      | 20 dicembre 1974 (21 anni)  |       | Honvéd        |
| 5  | D    | Zoltán Pető       | 19 settembre 1974 (21 anni) |       | Debrecen      |
| 6  | C    | Miklós Lendvai    | 7 aprile 1975 (21 anni)     |       | Zalaegerszeg  |
| 7  | C    | Tibor Dombi       | 11 novembre 1973 (22 anni)  |       | Debrecen      |
| 8  | C    | Tamás Sándor      | 20 giugno 1974 (22 anni)    |       | Debrecen      |
| 9  | C    | Károly Szanyó     | 10 novembre 1973 (22 anni)  |       | Újpest        |
| 10 | C    | Krisztián Lisztes | 6 luglio 1976 (20 anni)     |       | Ferencváros   |
| 11 | A    | Gábor Egressy     | 11 febbraio 1974 (22 anni)  |       | Újpest        |
| 12 | D    | Zoltán Molnár     | 4 novembre 1973 (22 anni)   |       | BVSC Budapest |
| 13 | A    | Csaba Madar       | 8 ottobre 1974 (21 anni)    |       | Debrecen      |
| 14 | A    | Gábor Zavadszky   | 10 settembre 1974 (21 anni) |       | Ferencváros   |
| 15 | A    | Sándor Preisinger | 11 dicembre 1973 (22 anni)  |       | Zalaegerszeg  |
| 16 | D    | Csaba Szatmári    | 2 novembre 1973 (22 anni)   |       | Debrecen      |
| 17 | D    | Attila Dragóner   | 15 novembre 1974 (21 anni)  |       | Stadler       |
| 18 | P    | Szabolcs Sáfár    | 20 agosto 1974 (21 anni)    |       | Vasas         |
| 19 | A    | Miklós Herczeg    | 26 marzo 1974 (22 anni)     |       | Újpest        |
| 21 | A    | Zoltán Bükszegi   | 16 dicembre 1975 (20 anni)  |       | BVSC Budapest |